# Asphodeline baytopiae
Asphodeline baytopiae är en grästrädsväxtart som beskrevs av Tuzlaci. Asphodeline baytopiae ingår i släktet junkerliljor, och familjen grästrädsväxter. Inga underarter finns listade i Catalogue of Life.